# 崔海霞
崔海霞（1971年1月—），河北安平人，汉族，中国国民党革命委员会成员。中华人民共和国政治人物、第十三届全国人民代表大会河北地区代表。

## 生平
2018年2月24日，当选为第十三届全国人大代表。